# Glypta angulata
Glypta angulata är en stekelart som beskrevs av Dasch 1988. Glypta angulata ingår i släktet Glypta och familjen brokparasitsteklar. Inga underarter finns listade i Catalogue of Life.